# Barză cu gâtul creț
Barza cu gâtul creț  este o specie de păsări picioroange din familia  Ciconiidae.  Este distribuită într-o mare varietate de habitate, inclusiv mlaștini din păduri, zone agricole și zone umede de apă dulce din Asia și Africa.